# Dornos
Dornos fue una aldea medieval, hoy desaparecida, en la margen izquierda del río Guadalaviar, a 7 km de la desembocadura de este en el río Alfambra.

## Toponimia
Una de las primeras referencias de Dornos es la concordia entre el obispo de Zaragoza Hugo de Mataplana y unos clérigos de Teruel sobre unas décimas, escrita el 10 de enero de 1293 en latín medieval:

Dornos et Concut Trit. XXIJ fn.  cent. XXVIJ fn. or. XXX fn. avena v fn. - Campiello quartetur. Cabdet et Abuhan  trit....

## Historia
La Orden de Santiago tenía una propiedad en la Vega de Ornos llamada Pago de la Vuelta Dornos.